# Sciaphilomastax peruviana
Sciaphilomastax peruviana är en insektsart som först beskrevs av Marius Descamps 1973.  Sciaphilomastax peruviana ingår i släktet Sciaphilomastax och familjen Eumastacidae. Inga underarter finns listade i Catalogue of Life.